# Bruno Demke

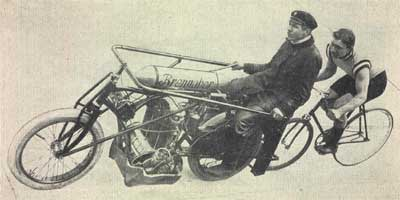
Bruno Demke entrainé par Paul Dunkel, 1905

Bruno Demke, né le 27 août 1880 à Berlin et mort le 24 août 1916 à Döberitz est un coureur cycliste sur piste allemand.
De 1903 à 1914, Bruno Demke figure parmi les meilleurs stayers allemands. Il est extrêmement populaire auprès du public et remporte de nombreuses courses importantes. Cependant, il n'obtient pas de grand succès international.

## Biographie
Bruno Demke apprend le métier de plombier et fait de la gymnastique dans sa jeunesse. Il commence le cyclisme à 18 ans. Il débute comme sprinteur amateur lors de courses à Berlin en 1902,. À l'hiver 1902/03, il commence le demi-fond.
En novembre 1904, Demke se rend à Paris pour courir au vélodrome d'hiver. Il bat César Simar, puis Tommy Hall et Henri Contenet.
Le 10 septembre 1905, lors de l'inauguration du vélodrome de Steglitz, il gagne la course sur 1 heure  parcourant 81,29 kilomètres,.
Le 22 octobre 1905, son entraineur attitré Paul Dunkel meurt dans un accident au cours d'un entrainement pour le Grand Prix de Berlin à Steglitz,,
Max de Werlhof, dans Rad-Welt (de), indique que Demke a gagné 23 850 marks en 1905 dont 1600 à l'étranger.  
En 1907, il est entrainé par Werner Krüger.  
D'après Fredy Budzinski, dans Rad-Welt (de), Demke a gagné 25 435 francs au cours de la saison 1910.
En 1912, il vient en France avec Karl Saldow et Albert Schipke pour participer à un match Franco-Allemand de demi-fond au Parc des Princes, contre Georges Sérès, Léon Didier et Georges Parent,.
En 1913, Il participe au match franco-allemand (Sérès, Darragon, Didier vs. Janke, Demke, Nettelbeck) au Parc des Princes.
Il s'intéresse à l'aviation avec deux entraineurs de demi-fond, Ernst Wolf et Adolf Thormann et deviennent tous les trois pilotes.
Lorsque la première guerre mondiale éclate, Demke devient pilote de la Luftwaffe. Le 24 août 1916, il meurt dans un accident à l'aérodrome de Döberitz près de Berlin,,. Il est inhumé dans le cimetière de la garnison de Hasenheide à Berlin.

## Palmarès sur piste
- 1903
  - Roue d’Or de Dortmund
  - Courses de 10 et 50 km, Copenhague
  - Course de l'heure, Breslau
- 1904
  - Petite Roue d'Or de Berlin à Friedenau[21]
  - Grand prix de Wroclaw
  - Grand Prix de Hambourg
  - Coupe d’Or de Cologne[22]
  - Course de l'heure, Breslau[23]
- 1905
  - Coupe d’Argent de Hanovre
  - Course de 1 heure à Treptow[24]
  - Première course d'endurance de Steglitz
- 1906
  - Grand Prix de Magdebourg
  - Grand Prix de Brandenburg
  - Coupe d’Or de Magdebourg
  - Prix du Mark Brandenburg, Steglitz
- 1907
  - Roue d'Or de Magdebourg
  - Prix d'adieu de Magdebourg
- 1908
  - Grand Prix de Dresde
  - Grand Prix de Pâques à Berlin
  - Grand Prix du Printemps à Berlin
- 1909
  - Course d'ouverture, Steglitz
  - Grand Prix de Pâques
  - Grand Prix du Printemps, Steglitz
- 1910
  - Grand Prix d'Europe à Steglitz
- 1913
  - Grand Prix Bavaria
  - Grand Prix de l’Eté à Berlin
- 1914
  - Grand Prix de Mai à Chemnitz
  - Grand Prix de Pâques à Berlin
  - Grand Prix de l’Ascension à Berlin

## Décorations
- Croix de fer de 1re classe (1915)[25].
- Médaille pour la Bravoure (Autriche-Hongrie)[25]